# 愛嬌
| ウィキペディアには「愛嬌」という見出しの百科事典記事はありません（タイトルに「愛嬌」を含むページの一覧/「愛嬌」で始まるページの一覧）。 代わりにウィクショナリーのページ「愛嬌」が役に立つかもしれません。 |